# Operators and Matrices
Operators and Matrices (OaM, Oper. Matrices), međunarodni je matematički časopis sa sjedištem u Zagrebu. U njemu se obrađuju matematički operatori i matrice. Glavni urednici su Joseph Ball, Douglas R. Farenick, Chi-Kwong Li- U uredništvu lista je šezdesetak istaknutih znanstvenika iz petnaest zemalja širom svijeta (Hrvatska, SAD, Japan, Austrija, Njemačka, Danska, Jordan, Slovenija, Indija, Mađarska, Kanada, UAE, Poljska, Tajvan). Prvi je broj izašao 2007. godine. OaM izlazi četiri puta godišnje.
Ostvario je stabilan čimbenik utjecaja po JCR-u u zadnjih pet godina. 2013. bio je 0,509, 2014. bio na 0,583, 2015. je na 0,545, 2016. je na 0,440 i 2017. na 0,551. CiteScore 2017. bio je 0,51. SJR 2017. bio je 0,590, a SNIP iste godine 0,656.
Sadržaj je indeksiran u Mathematical Reviews (MathSciNet), Zentralblatt MATH (ZMATH), Referativnyi Zhurnal – Matematika, Science Citation Index – Expanded (ISI Web of Science), Current Contents© / Physical Chemical and Earth Sciences, Scopusu i Google Scholaru.

## Vanjske poveznice
- Službene stranice
- Scimago Journal & Country Rank Operators and Matrices
- Researchgate.net Operators and matrices - RG Journal Impact Rankings 2017 and 2018